# Paddington 2
Paddington 2 är en brittisk-fransk filmkomedi från 2017, i regi av Paul King med King och Simon Farnaby som manusförfattare och David Heyman som filmproducent. Det är en uppföljare till filmen Paddington från 2014, och baseras på böckerna om Björnen Paddington av Michael Bond. Filmen hade biopremiär i London den 5 november 2017 och i Sverige den 10 november 2017.